# Hafnium
Hafnium is een scheikundig element met symbool Hf en atoomnummer 72. Het is een staalgrijs overgangsmetaal.

## Ontdekking
Op basis van zijn atoomtheorie voorspelde Niels Bohr dat het 72ste element niet tot de zeldzame aarden behoorde, waar men het tot dan toe tevergeefs gezocht had. Op Bohrs aanwijzing werd het element in 1922 ontdekt door de Nederlandse fysicus en ingenieur Dirk Coster en de Hongaarse scheikundige George de Hevesy toen zij met röntgenspectrometrie de buitenste elektronen van zirkoniumhoudende erts bestudeerden.
Metallisch hafnium is voor het eerst geïsoleerd door de Nederlandse scheikundigen Anton Eduard van Arkel en Jan Hendrik de Boer door een damp van hafnium(IV)jodide over een verhit wolfraamelement te leiden (het Van Arkel-de Boerproces).
De naam Hafnium is afgeleid van het Latijnse naam voor Kopenhagen Hafnia; de plaats waar het element is ontdekt.

## Toepassingen
In nucleaire installaties zoals kernonderzeeërs wordt hafnium gebruikt als neutronenvanger. Andere industriële toepassingen van hafnium zijn:
- De goede mechanische en corrosiebestendige eigenschappen maken hafnium zeer geschikt voor het produceren van vacuümbuizen en leidingen waardoor chemische stoffen worden vervoerd.
- In legeringen wordt hafnium gebruikt om de eigenschappen van onder andere ijzer, titanium en niobium te verbeteren.
- In halogeenverlichting worden hafnium of hafniumlegeringen soms gebruikt als gloeidraad.
- In de Verenigde Staten wordt onderzocht in hoeverre hafnium kan dienen als grondstof voor een modern "nucleair" wapen, waarbij een ongebruikelijk lang levende metastabiele aangeslagen toestand van hafnium-187 geforceerd naar de grondtoestand terugvalt. Daarbij zou dan per gram materiaal een hoeveelheid energie vrijkomen die inzit tussen geavanceerde conventionele explosieven en splijtbaar materiaal.[3]
- In januari 2007 kondigden Intel en IBM aan dat ze hafnium(IV)oxide zouden gaan gebruiken als gatediëlektricum in geïntegreerde schakelingen. Hafnium(IV)oxide zal die functie overnemen van siliciumdioxide, een materiaal dat al veertig jaar daarvoor gebruikt wordt. Met het gebruik van siliciumdioxide had men grenzen bereikt in het maken van steeds kleinere, en dus snellere en minder energieverbruikende, halfgeleiders. Het gebruik van hafnium(IV)oxide maakt het mogelijk deze barrières te doorbreken en halfgeleiders te maken met elektronische circuits van, om te beginnen, 45 nanometer.

## Opmerkelijke eigenschappen
Hafnium is een glanzend en buigzaam metaal met uitstekende corrosiebestendigheid. Chemisch gezien vertoont het veel overeenkomsten met zirkonium en daardoor zijn deze elementen moeilijk van elkaar te onderscheiden. Het opmerkelijkste verschil is de dichtheid; die van hafnium is ongeveer tweemaal zo groot.
Hafniumcarbide is een uit twee elementen bestaande verbinding met het hoogste bekende smeltpunt — meer dan 4160 kelvin. Bij lage temperaturen reageert hafnium alleen met halogenen. Bij hogere temperaturen worden ook reacties met zuurstof, stikstof, koolstof, zwavel en silicium waargenomen.

## Etymologie
Hafnium (Hf) is afgeleid van de Latijnse naam voor Kopenhagen (Hafnia), de stad waar het element ontdekt is.

## Verschijning
In de natuur komt hafnium vrijwel niet in ongebonden toestand voor. Vaak wordt het in combinatie met zirkonium aangetroffen in mineralen zoals alviet en thortveiliet die zo'n 1 tot 5% hafnium bevatten.
Ongeveer de helft van de totale hafniumwinning ontstaat als bijproduct van de productie van zirkonium door reductie van hafniumtetrachloride met magnesium of natrium.

## Isotopen
| Stabielste isotopen | Stabielste isotopen | Stabielste isotopen       | Stabielste isotopen       | Stabielste isotopen       | Stabielste isotopen       |
| Iso                 | RA (%)              | Halveringstijd            | VV                        | VE (MeV)                  | VP                        |
| ------------------- | ------------------- | ------------------------- | ------------------------- | ------------------------- | ------------------------- |
| 172Hf               | syn                 | 1,87 j                    | EV                        | 8,600                     | 172Lu                     |
| 174Hf               | 0,162               | 2,0·1015 j                | α                         | 2,495                     | 170Yb                     |
| 176Hf               | 5,206               | stabiel met 104 neutronen | stabiel met 104 neutronen | stabiel met 104 neutronen | stabiel met 104 neutronen |
| 177Hf               | 18,606              | stabiel met 105 neutronen | stabiel met 105 neutronen | stabiel met 105 neutronen | stabiel met 105 neutronen |
| 178Hf               | 27,297              | stabiel met 106 neutronen | stabiel met 106 neutronen | stabiel met 106 neutronen | stabiel met 106 neutronen |
| 179Hf               | 13,629              | stabiel met 107 neutronen | stabiel met 107 neutronen | stabiel met 107 neutronen | stabiel met 107 neutronen |
| 180Hf               | 35,100              | stabiel met 108 neutronen | stabiel met 108 neutronen | stabiel met 108 neutronen | stabiel met 108 neutronen |
| 182Hf               | syn                 | 9·106 j                   | β−                        | 9,300                     | 182Ta                     |

In de natuur komen vijf stabiele hafnium isotopen voor waarvan 180Hf met ruim 35% het meest. Daarnaast zijn er radioactieve isotopen bekend waaronder de alfastraler 174Hf met een halveringstijd van 2,0·1015 jaar.

## Toxicologie en veiligheid
Als fijn poeder kan hafnium spontaan ontbranden in de lucht. Het zuivere metaal is voor mensen onschadelijk. Dat geldt echter niet voor hafniumverbindingen, maar in de vrije natuur worden deze zelden aangetroffen.